# Twisted Metal 2
Twisted Metal 2 (sous-titré World Tour en Europe) est un jeu vidéo de combat motorisé développé par le studio SingleTrac et publié par Sony en 1996 sur PlayStation et sur PC. Il fait suite à Twisted Metal.
La version PC de Twisted Metal 2 possède des graphismes légèrement inférieurs à ceux de la version PlayStation (certains détails des décors n'apparaissent pas), mais en contrepartie, elle ne nécessite pas de carte graphique 3D, et peut donc tourner sur des ordinateurs peu puissants. Elle permet également de jouer en ligne si l'ordinateur dispose d'une connexion Internet.
Deux ans après sa sortie, Twisted Metal 2 a été réédité sur PlayStation dans la série Greatest Hits. Depuis le 1er novembre 2007, il est disponible en téléchargement en Amérique du Nord via le PlayStation Network.

## Trame
Comme l'épisode précédent, Twisted Metal 2 est un demolition derby qui utilise des projectiles balistiques. Les joueurs choisissent un véhicule et une arène — ou une série d'arènes en mode scénario — où ils affrontent les conducteurs adverses, l'objectif étant d'être le dernier en vie.
L'histoire reprend celle du premier épisode, où un homme nommé Calypso organise un tournoi de combat de véhicules du nom de Twisted Metal, et réalise un souhait du gagnant ou de la gagnante. L'idée sous-jacente est « attention à ce que vous souhaitez » : les gagnants voient souvent leur souhait se retourner contre eux.
Twisted Metal 2 se situe un an après le premier épisode. Cette fois, le tournoi n'a pas lieu dans un Los Angeles futuriste, mais dans plusieurs grandes villes du monde — d'où le nom de World Tour.

## Système de jeu

### Généralités
Twisted Metal 2 est basé sur le moteur de jeu de l'épisode précédent, avec des graphismes améliorés. Beaucoup des armes originales ont disparu, mais de nouvelles caractéristiques ont été introduites, qui ont été reprises dans les épisodes suivants :
- L'une des caractéristiques les plus importantes de Twisted Metal 2 est la présence d'attaques « avancées » (Advanced Attacks). Il s'agit de manœuvres et d'attaques spéciales communes à tous les véhicules, qui se rechargent avec le temps. Il s'agit de manœuvres offensives (Freeze ou Mine) et défensives (Shield ou Cloak). Ces attaques remplacent en grande partie les armes à ramasser du premier Twisted Metal.
- Les stations de réparation du premier Twisted Metal sont remplacées par des bonus à ramasser qui redonnent un certain nombre de points de santé. Les stations de réparation sont revenues dans Twisted Metal: Black, qui garde cependant les points de santé à ramasser.
- Certaines armes ou attaques spéciales possèdent un effet de feu : le véhicule cible brûle, ce qui lui retire progressivement des points de santé, jusqu'à ce que les flammes s'éteignent d'elles-mêmes ou grâce à l'utilisation d'un Turbo.

### Personnages
Comme l'épisode précédent, Twisted Metal 2 offre 12 véhicules différents jouables, ainsi que deux personnages supplémentaires (Sweet Tooth et Minion) qui ne peuvent être utilisés qu'une fois déverrouillés.
| Nom du véhicule | Type du véhicule                               | Nom du conducteur         | Histoire du conducteur                                                                   |
| --------------- | ---------------------------------------------- | ------------------------- | ---------------------------------------------------------------------------------------- |
| Axel            | Engin à deux roues géantes                     | Axel                      | Enfermé dans son véhicule par son père, il veut la force de l'affronter.                 |
| Grasshopper     | Buggy                                          | Krista Sparks             | La fille de Calypso, ramenée à la vie sous forme de cyborg pour le tuer.                 |
| Hammerhead      | Monster truck noir                             | Mike & Stu                | Deux punks qui veulent le pouvoir de voler.                                              |
| Minion          | Char d'assaut noir                             | Minion                    | Un démon venu de l'Enfer à la poursuite de Calypso. Sert aussi de premier boss.          |
| Mr. Grimm       | Moto rouge                                     | Grim Reaper (le Faucheur) | Obsédé par l'idée de consumer les âmes, il veut que les gens meurent plus vite.          |
| Mr. Slam        | Engin de construction                          | Simon Whittlebone         | Un ancien architecte qui veut construire un gratte-ciel géant.                           |
| Outlaw II       | Voiture de police                              | Jamie Roberts             | La sœur du précédent conducteur d'Outlaw (Carl Roberts), elle cherche son frère disparu. |
| Roadkill        | Voiture orange faite de pièces de récupération | Marcus Kane               | Un SDF persuadé que le tournoi est un cauchemar dont il ne peut pas s'échapper.          |
| Shadow          | Corbillard                                     | Mortimer                  | Un être qui prend soin des âmes, en quête de vengeance.                                  |
| Spectre         | Voiture de sport                               | Ken                       | Un acteur qui veut devenir célèbre.                                                      |
| Sweet Tooth     | Camion de glaces                               | Needles Kane              | Un clown tueur dont le souhait n'est pas clair.                                          |
| Thumper         | Lowrider rose                                  | Bruce Cochrane            | Un gangster de South Central qui veut devenir le roi du monde.                           |
| Twister         | Voiture de Formule 1                           | Amanda Watts              | Une conductrice d'IndyCar qui veut conduire toujours plus vite.                          |
| Warthog         | Humvee de l'armée                              | Captain Rogers            | Un capitaine âgé de 105 ans, qui veut redevenir jeune.                                   |
| Dark Tooth      | Camion de glaces géant                         | Charlie Kane              | Le dernier boss du jeu, indisponible en jeu normal.                                      |

### Niveaux
- Los Angeles: Quake Zone Rumble : Les ruines de Los Angeles, dévasté lors du tournoi de l'an dernier.
- Moscow: Suicide Slide : Une base secrète de Moscou qui ressemble à un silo à missiles.
- Paris: Monumental Disaster : Les rues de Paris, incluant une Tour Eiffel qui peut être détruite.
- Amazonia: Fire Walk : Un temple d'Amazonie entouré de lave. En mode scénario, après avoir éliminé les premiers ennemis, le joueur doit affronter Minion pour passer au niveau suivant.
- New York: The Big Leap : Bataille sur des toits d'immeuble à New York ; ceux qui tombent sont éliminés instantanément.
- Antarctica: The Drop Zone : Un iceberg instable en Antarctique, qui se désintègre morceau par morceau.
- Holland: Field of Screams : Un grand paysage de Hollande, avec des moulins à vent et des herbes assez hautes pour cacher les petits véhicules.
- Hong Kong: Hong Kong Krunch : Le dernier niveau du tournoi, dans les rues et les souterrains de Hong Kong. En mode scénario, après avoir éliminé les premiers ennemis, la dernière bataille contre Dark Tooth commence.
- Suicide Swamp : Un niveau exclusivement multijoueur, basé sur une piste de Jet Moto.
- Assault on Cyburbia : Un niveau exclusivement multijoueur, reprenant l'ensemble de l'arène Assault on Cyburbia du premier Twisted Metal avec des graphismes améliorés.
- Rooftop Battle : Un niveau exclusivement multijoueur, reprenant l'arène Rooftop Battle, la dernière arène du premier Twisted Metal.